# Marc Smans
Marc Smans (Turnhout, 13 augustus 1957) is een Belgische voormalig politicus voor de N-VA. Hij was burgemeester van Beerse.

## Levensloop
Bij de lokale verkiezingen van 2006 was Smans kandidaat op de 11e plaats voor de N-VA op de CDE-kieslijst. Hij behaalde 324 voorkeurstemmen en was niet rechtstreeks verkozen, desondanks werd hij gemeenteraadslid. Tijdens deze legislatuur maakte hij vanaf 2010 deel uit van het schepencollege als schepen van mobiliteit, sport, markten en kermissen.
Bij de lokale verkiezingen van 2012 behaalde Smans als lijsttrekker op de N-VA-kieslijst 1.107 voorkeurstemmen. Na de verkiezingen werd hij aangesteld als burgemeester, in deze hoedanigheid volgde hij Staf Willemsens (CDE) op. Smans leidde een coalitie van N-VA en BeersePlus (kartel sp.a, Open Vld en onafhankelijken), samen vormden ze een meerderheid met 15 op 25 zetels. Bij de gemeenteraadsverkiezing van 2018 was Smans opnieuw lijsttrekker voor de N-VA. Zijn partij verzeilde in de oppositie en hij verkoos zijn zitje in de gemeenteraad over te laten aan zijn zoon, Bart Smans.
Beroepshalve is hij fiscaal deskundige bij de FOD Financiën.